# كرة اليد الويلزية
كرة اليد الويلزية هي واحدة من الرياضات المحلية القديمة في ويلز. وهو متصل بالرياضات المُعاصِرة مثل كرة اليد الأيرلندية، وكرة الباسك، وهو مرجع محتمل لكرة اليد الأمريكية. وقد شهدت الرياضة باستمرار منذ العصور الوسطى وشعبيتها رأت أنها أصبحت تعبيرًا هامًا عن الثقافة الويلزية، مما يتيح للناس العاديين الفرص من خلال الجائزة المالية، ومسك الدفاتر (المحاسبة) وحتى الاحتراف في اللعب.
ونظراً لأهميتها الثقافية، فقد كان يُشار إليها ببساطة باسم لعبة «شواري بيول» (لعبة كرة القدم)، ومنذ ذلك الحين وصفت بأنها «أول رياضة وطنية في ويلز».

## القواعد والتسجيل
ويشترك قانون كرة اليد في العديد من القواعد وأساليبه في تسجيل الأهداف مع ألعاب كرة اليد الأخرى، فضلًا عن السكواش وكرة المضرب. إن كرة صلبة مغلفة بالجلد (وكثيراً ما تستخدم سبالدين اليوم) تصطدم بالكف في مواجهة الجدار الأمامي. الهدف هو الحفاظ على الكرة بعيدًا عن متناول الخصم ولكن داخل حدود اللعب بحيث تكون غير قادرة على العودة. يتم منح النقاط فقط للاعب الخادم.
ويتم وضع العلامات على الحائط الأمامي باستخدام نظام تسجيل النقاط «المربع» التقليدي، ويتم الإشراف على المباريات الرسمية بواسطة علامة تسجيل رسمية وحكم واحد. وفي حين أن القواعد كانت تختلف تاريخيًا من قرية إلى أخرى، فإن طريقة تسجيل النقاط ظلت ثابتة ولا تزال تستخدم حتى اليوم.

## تاريخ

### التنمية في وقت مبكر
ولُعِبت ألعاب مماثلة لقانون السلام في جميع أنحاء العالم منذ آلاف السنين. الألعاب الشبيهة بكرة اليد نشأت في عدة أماكن في أوقات مختلفة. الهيروغليفية في معبد أوزريس في مصر تصور الكهنة الذين يشاركون في لعبة مشابهة جدًا لكرة اليد. حضارات أمريكا الجنوبية والوسطى كان لها لعبة تشبه كرة اليد، والتي كانت جزء كبير من ثقافة ما قبل كولومبيا. من المحتمل أن اللعبة الويلزية لها أصل قديم مماثل.
وقد شهد القانون في أدبيات ويلز منذ العصور الوسطى، وذكرها نينيوس في القرن التاسع. هناك دليل على أن اللعبة لعبت في تينترن آبي وقلعة راغلان عقدت ذات مرة محكمة بيل لاو داخل قاعة الدولة الكبرى.

### أهمية الثقافة الويلزية
بحلول القرن الخامس عشر، كان الفهم واسع النطاق للقانون الشعبي كبيراً إلى الحد الذي جعل البارد جوتو غلين يكتب سيرة شعبية للعبة، تحت عنوان "Y Bue". ومع ذلك، أصبحت شعبية الرياضة قضية في فترة تيودور، حيث فرضت الحكومة قيودًا أكبر على الحياة العامة وتم حظر الرياضة بأمر من التاج الإنجليزي. تم حظر الألعاب الرياضية لعدد من الأسباب، ولكن في ويلز كان ينظر إليها على وجه الخصوص على أنها إلهاء عن ممارسة الرماية حيث أن الويلزية لونغبومن جزء لا يتجزأ من الدفاع عن المملكة.
كما كان ينظر إلى الألعاب الرياضية المحظورة على أنها تشجع على القمار والعنف والفجور، ولم يشهد هذا الحظر سوى عيد الميلاد (ثم عيد الفصح في وقت لاحق). ومع استمرار الألعاب الرياضية التي يتمتع بها النبلاء الإنجليز (مثل التذمر، وضرب الدب، ومحاربة الديك) بدون مثل هذه القيود، أصبح من الممكن النظر إلى الألعاب الرياضية المحظورة باعتبارها تعبيراً عن الاحتجاج على الطبقة المالكة للأراضي. وتفاقم هذا السياق الاجتماعي في ويلز مع استمرار السلطات في وصف ألعاب القانون كملاذ للسلوك الغوغائي والفتنة والتمرد في نهاية المطاف. وعلى نحو مماثل، أزالت قوانين ويلز (1535 و1542) المؤسسات الويلزية التاريخية ومنعت الشعب الويلزي (أو الإنجليز الذين تربطهم صلات الويلزية) من مناصب السلطة. ونتيجة لهذه التغييرات، اكتسبت المساعي الشعبية الويلزية الباقية على قيد الحياة (مثل القانون الشعبي) أهمية ثقافية فريدة بالنسبة للناس العاديين.

### رياضة وطنية
وقد لعبت اللعبة في البداية ضد جانب المباني الحجرية مثل الكنائس أو القلاع، وشعبية الرياضة بين الشعب الويلزية لفت انتباه القادة الأنجليكانية وغير المطابقة، مع واحد من واعظ الميثودية يخبر أبناءه أن كرة اليد من بين الأشياء التي كانت «تأخذ البلاد إلى الأرق الأبدي».
وشهد القرن الثامن عشر بناء محاكم الغرض الأول. وكثيرًا ما تم بناء المحاكم المفتوحة الجديدة المدعومة من قبل أصحاب المنازل العامة لاجتذاب التجارة، ومكنت الأماكن الجديدة القانون شعبية لم يسبق لها مثيل كرياضة متفرجة. ومع ذلك، فإن الحشود الجديدة وجهت المزيد من الشكاوى من ملاك الأراضي، الذين غالبًا ما يشيرون إلى الألعاب على أنها 'خمسة' لعبة مماثلة جدًا تلعب من قبل المدارس اللغوية الإنجليزية. في عام 1744 اتهمت جوانا لوند من سوانسي «بالحفاظ على منزل معين للألعاب من أجل لعبة غير قانونية معينة تسمى خمسة» ورسالة كتبت في عام 1817، تنص على اعتراض صاحب البلاغ على تحويل ساحة الكنيسة في لانداف إلى «محكمة خمسة»، مع الألعاب توقف الخدمات.ومن المرجح أن مثل هذه الحالات ساعدت بالفعل اللعبة الحفاظ على جاذبية متميزة. فبمصطلحات اللغة الويلزية، ونظام الدرجات العتيقة، وثقافة الطبقة العاملة المتميزة، يبدو أن أي إهانة من جانب الكنيسة الأنجليكانية أو السلطة المحلية لم تضف إلا إلى جاذبية الرياضة الفريدة. شهدت هذه الحقبة أيضًا بيل لاو أصبحت شعبية في غرب إنجلترا.
كما شهد أواخر القرن التاسع عشر انتقال عدد كبير من العمال إلى ويلز ويبدو أن السكان المتزايدين استمتعوا بهذه الرياضة. كرة اليد الأيرلندية كانت رياضة ذات صلة من الطبقة العاملة ومن المفهوم أن المهاجرين الأيرلنديين لعبوا لعبة الويلزية، مع بناء محكمة نيلسون في ستينيات القرن التاسع عشر ربما بنيت مع عمال السكك الحديدية الأيرلنديين في الاعتبار.

### التطوير المهني
ومع التنمية الصناعية في ويلز، واستمرار شعبية الرياضة، أصبحت أعداد هائلة الآن قادرة على المبارزة أو المنافسة، ومع ذلك أصبح عدد أكبر من اللاعبين محترفين، مما أدى إلى تنافس كبير بين المجتمعات المحلية.